# Acentra subvestalis
Acentra subvestalis är en fjärilsart som beskrevs av Eugen Wehrli 1933. Acentra subvestalis ingår i släktet Acentra och familjen säckspinnare. Inga underarter finns listade i Catalogue of Life.